# Waffensystemunterstützungszentrum 1
Das Waffensystemunterstützungszentrum 1 (WaSysUstgZ 1) ist ein Verband der Einsatzlogistik der Luftwaffe. Es ist seit dem 1. Juli 2015 dem Luftwaffentruppenkommando unterstellt und nimmt zusammen mit dem Waffensystemunterstützungszentrum 2 (WaSysUstgZ 2) logistische und Systembetreuungs-Aufgaben im Rahmen der Materialverantwortung des Inspekteurs der Luftwaffe wahr.

## Geschichte
Das Waffensystemunterstützungszentrum 1 wurde mit Wirkung zum 1. Januar 2013 aufgestellt und folgte dem zum 31. Dezember 2012 aufgelösten Luftwaffeninstandhaltungsregiment 1 (LwInsthRgt 1) nach. Zur Aufstellung übernahm das Zentrum nicht nur Personal aus dem aufgelösten LwInsthRgt 1, sondern auch aus dem ebenfalls aufgelösten Waffensystemunterstützungszentrum in Landsberg am Lech.

## Unterstellte Dienststellen
Im Rahmen der Neuausrichtung der Bundeswehr und dem Befehl zur Stationierung der Bundeswehr in Deutschland vom 26. Oktober 2011 wurde bislang folgende Struktur eingenommen.
- Waffensystemunterstützungszentrum 1 (WaSysUstgZ 1) in Manching (Fliegerhorst)
  - Stab WaSysUstZ 1 in Manching (Fliegerhorst) auf dem Gelände von Airbus Defence and Space
    - Instandsetzungskooperation Triebwerke (InstKoop Twk).
      - Standort Erding (Fliegerhorst Erding) mit MTU Aero Engines. Instandsetzung Triebwerke Turbo-Union RB199 des Panavia Tornado und Eurojet EJ200 des Eurofighter Typhoon.
      - Standort München mit MTU Aero Engines. Instandsetzung Triebwerk Rolls-Royce Tyne der Transall C-160.

    - Instandsetzungskooperation Kampfflugzeuge (InstKoop KpfFlz) in Manching (Fliegerhorst) mit Airbus Defence and Space. Instandsetzung Eurofighter und Tornado.
    - Waffensystemunterstützungsteam Kampfflugzeuge (WaSysUstgT KpfFlz) in Manching (Fliegerhorst) für Eurofighter und Tornado.
    - Waffensystemunterstützungsteam Unmanned Aircraft System (WaSysUstgT UAS) in Manching (Fliegerhorst) für unbemannte Luftfahrzeuge

  - Instandsetzungszentrum 11 (InstZ 11) in Erding (Fliegerhorst Erding). Instandsetzung Austauschteile von Eurofighter, Tornado, Tiger und NH-90. Der Umzugsbeginn des Instandsetzungszentrums 11 nach Manching (Fliegerhorst) hat im  März 2021 begonnen.[3][4]
  - Instandsetzungszentrum 12 (InstZ 12) in Ummendorf. Oberflächenbehandlung mit einer hochmodernen Galvanik-Anlage und Instandhaltung von Hydraulik-Geräten.[5]
    - Instandsetzungskooperation Rettungsgeräte (InstKoop R&S) in Ummendorf /Rellingen. Kooperation Schleudersitz mit der Firma Autoflug.

  - Instandsetzungszentrum 13 (InstZ 13) in Landsberg am Lech (Welfen-Kaserne)[6]. Instandsetzung von Avionik.
  - Systemzentrum 14 (SysZ 14) in Manching (Fliegerhorst). Systemunterstützung der Kampfflugzeuge Eurofighter und Tornado.
  - International Weapon System Support Center (DDO/DtA IWSSC) in Hallbergmoos. Internationale Systemunterstützung Eurofighter.

## Kommandeure
Die Kommandeure der ursprünglich in Erding und seit 2018 in Manching stationierten Regimenter oder regimentsähnlichen Verbände seit der Aufstellung 1956 waren:
| Name                                | Von                | Bis                |
| ----------------------------------- | ------------------ | ------------------ |
| Luftwaffenversorgungsregiment 1     |                    |                    |
| Oberst Wilhelm Stemmler             | 1. Dezember 1956   | 20. April 1960     |
| Luftwaffenparkregiment 1            |                    |                    |
| Oberst Hermann Huppenbauer          | 21. April 1960     | 16. April 1963     |
| Oberst Walter Feuerrohr             | 17. April 1963     | 31. März 1966      |
| Luftwaffenversorgungsbereich 1      |                    |                    |
| Oberst Albert Busse                 | 1. April 1966      | 30. September 1970 |
| Oberst Wilhelm Wagner               | 1. Oktober 1970    | 30. September 1973 |
| Luftwaffenversorgungsregiment 1     |                    |                    |
| Oberst Claus Thierschmann           | 1. Oktober 1973    | 31. Dezember 1975  |
| Oberst Sigmund Grammer              | 1. Januar 1976     | 30. März 1979      |
| Oberst Georg Dassler                | 1. April 1979      | 31. März 1981      |
| Oberst Dieter Klepzig               | 1. April 1981      | 30. September 1986 |
| Oberst Hans-Joachim Meißner         | 1. Oktober 1986    | 30. September 1989 |
| Oberst Josef Priller                | 1. Oktober 1989    | 31. März 1991      |
| Oberst Jürgen Breidenbach           | 1. April 1991      | 31. Dezember 1993  |
| Oberst Uwe Heinze                   | 1. Januar 1994     | 31. Oktober 1996   |
| Oberst Herbert Glunz                | 1. November 1996   | 30. September 1998 |
| Oberst Klaus Zäpfel                 | 1. Oktober 1998    | 31. März 2000      |
| Oberst Peter Ikier                  | 1. April 2000      | 30. September 2001 |
| Luftwaffeninstandhaltungsregiment 1 |                    |                    |
| Oberst Ralf Mertel                  | 1. Oktober 2001    | 31. August 2003    |
| Oberst Richard Drexl                | 26. August 2003    | 1. Dezember 2006   |
| Oberst Herbert Hardt                | 1. Dezember 2006   | 14. Mai 2009       |
| Oberst Michael Rethmann             | 15. Mai 2009       | 31. Dezember 2012  |
| Waffensystemunterstützungszentrum 1 |                    |                    |
| Oberst Thomas Hambach               | 1. Januar 2013     | 9. April 2014      |
| Oberst Markus Alder                 | 9. April 2014      | 1. Februar 2017    |
| Oberst Stefan Schmid-Schickhardt    | 1. Februar 2017    | 1. April 2021      |
| Oberst Christian Lörch              | 1. April 2021      | 27. März 2024      |
| Oberst Holger Niedermeier           | seit 27. März 2024 | –                  |